# Конзиљио (Сондрио)
Конзиљио је насеље у Италији у округу Сондрио, региону Ломбардија.
Према процени из 2011. у насељу је живело 135 становника. Насеље се налази на надморској висини од 467 м.